# Грјазовец
Грјазовец (рус. Грязовец) град је у Русији у Вологдској области. Према попису становништва из 2010. у граду је живело 15528 становника.

## Становништво
| 1939. | 1959. | 1970.  | 1979.  | 1989.  | 2002.  | 2010.  |
| ----- | ----- | ------ | ------ | ------ | ------ | ------ |
| 8.100 | 9.224 | 11.640 | 13.782 | 16.424 | 16.172 | 15.528 |